# Le Favril (Norte)
Le Favril é uma comuna francesa na região administrativa de Altos da França, no departamento do Norte. Estende-se por uma área de 11.49 km². Em 2010 a comuna tinha 511 habitantes (densidade: 44,5 hab./km²).